# Preproinsulina
La preproinsulina è il prodotto di traduzione primario del gene INS. È un peptide costituito in lunghezza da 110 amminoacidi. Dalla preproinsulina, per rimozione della sequenza segnale, costituita da 24 residui amminoacidici e legata all'amminoacido N-terminale, si forma la proinsulina.